# José Brunete
José Brunete (1747-?) fue un pintor español del siglo XVIII.

## Biografía
Ossorio y Bernard le hace nacido en Madrid en 1747. Brunete, que se habría dedicado a la pintura de historia, a la edad de trece años se presentó al concurso de premios de la Real Academia de Bellas Artes de San Fernando, en cuya primera tentativa no alcanzó ninguno. Tres años después volvió a presentarse y le fue concedido uno segundo de tercera clase. Entre las obras de este artista se encontraron una Diana entrando en el baño, que fue comprada por un particular, y varios bocetos y estudios de asunto religioso para conventos y particulares. En 1772 volvió a obtener otro premio segundo de segunda clase en la ya citada academia. Fueron también de su mano algunas láminas del Quijote de la edición publicada por la Real Academia Española en 1780. Se ignora la fecha de su fallecimiento.